# NE1000

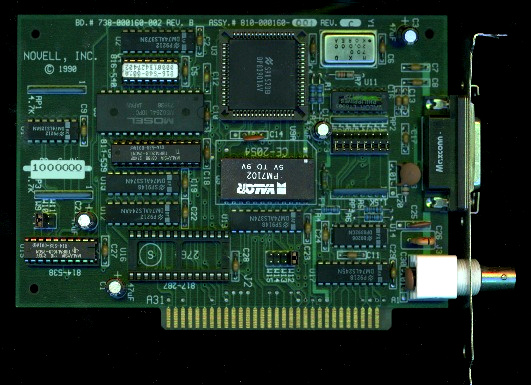
NE1000-Ethernetkarte

Die Novell Eagle NE1000 Netzwerkkarte ist ein ab 1985 vermarkteter 8-Bit Ethernet-Adapter.
Die NE1000 war ein offenes 8-Bit ISA-Bus-Design für Ethernet-Karten. NE2000 war das 16-Bit-ISA-Pendant, das Design beider Karten ist fast identisch und basiert, wie auch die WD80x3-, SMC-Ultra-, 3c503- und NE2000-Karten, auf dem National Semiconductor DP8390-Chip. Novell stellte beide Designs offen zur Verfügung mit der Absicht, möglichst viele Hersteller zum Bau solcher Karten zu bringen. Bereits beim Design wurde auf geringe Herstellungskosten geachtet, eigene Prozessoren und zusätzlicher Speicher (RAM) wurde gezielt vermieden. Dadurch konnten die Einstiegspreise für die NE1000 gesenkt werden, insbesondere um Novell-Netware-basierten Netzen weitere Märkte zu öffnen. NE1000-Ethernet-Karten dominierten, trotz der Unzulänglichkeiten im Design, am Ende den 8-Bit-ISA-Markt.

## Geschichte
Der Erfolg der NE1000-Karten war geringer als der ihrer Schwesterkarte NE2000, jedoch groß genug, um dem damaligen Erzrivalen 3Com mit seinem Konkurrenzmodell 3C501, aber auch anderen Mitbewerbern, deutliche Marktanteile abzunehmen. Der im Vergleich zur NE2000 wesentlich geringere Erfolg, lag vor allem im vergleichsweise späten Erscheinen dieser 8-Bit-Karten. Die NE1000 wurde im Jahr 1987 zu einem Preis von knapp 500,- US-$ angeboten. Im Jahr 1984 brachte IBM den 16-Bit-Nachfolger des IBM PC XT, den IBM PC AT auf 80286-Basis heraus. Diese Systeme hatten, wie auch fast alle in den nächsten Jahren folgenden PCs, standardmäßig einen 16-Bit-ISA-Bus. Da Novell die schnelle Verbreitung der 16-Bit-Rechner nicht voraussehen konnte und dennoch für die reichlich vorhandenen 8-Bit-PCs IBM PC XT und deren Klone eine Karte anbieten wollte, entschied man sich sowohl für eine 8-Bit- als auch für eine 16-Bit-Karte.
Asiatische Kartenhersteller, die erst in den 1990er Jahren mit dem Produzieren von NE2000-kompatiblen Karten begannen, verzichteten auf die 8-Bit-Variante. Einige Klon-Hersteller gingen hier spezielle Wege, sie entwickelten 16-Bit-NE2000-Karten die per Jumper als 8-Bit-NE1000 Karten konfiguriert und am 8-Bit-ISA-Bus betrieben werden konnten.
Nahezu alle NE1000-Karten und deren Klone sind klassische ISA-Karten und verfügen daher über Jumper. Häufig sind die Belegungen der Jumper auf der Karte abgedruckt. Das ist im Vergleich zu den häufigen jumperless (non Plug and Play)-NE2000-Klone ein großer Vorteil, denn die Suche nach dem zum Klon passenden Konfigurationsprogramm und der geeigneten Boot-Diskette kann hier entfallen. Auch gibt es praktisch keine Plug und Play-Varianten, zum Zeitpunkt dieser Innovation waren 8-Bit-Netzwerkkarten wie die NE1000 bereits weitestgehend vom Markt verschwunden.